# Putty Lia
Putty Lia, külföldön: Lya De Putti, született: Putti Amália (Vécse, 1897. január 10. – New York, 1931. november 27.) színésznő.

## Pályafutása
Putti Gyula Julián Gábor József báró, császári és királyi százados és Hoyos Mária Rozália Kamilla grófnő leánya. Első férje Szepessy Zoltán főszolgabíró dzsentri volt, akivel 1913. szeptember 16-án Nyíregyházán kötött házasságot. Két lánygyermekük született. Miután elváltak, Putty Budapestre költözött és elvégezte Rákosi Szidi színiiskoláját. A Royal Orfeum színpadán lépett fel először 1917-ben mint táncosnő, majd 1918-ban ő játszotta a főszerepet A császár katonái című némafilmben, amely az egyetlen magyarországi filmje volt. Mivel azonban nagyobb sikerekre vágyott, az első világháborút követően Nagyváradra ment, majd Bukarestben dolgozott, ahol több filmben is feltűnt és a közönség is szerette, de belekeveredett egy tönkrement bankár öngyilkossági ügyébe, ezért Louis Jahnke (későbbi férje) kicsempészte az országból.
Berlinbe ment, ahol éjszakánként a Scalában lépett fel. Itt változtatta nevét Lya de Puttira. Berlinben az UFA-nál forgatott, 1920 és 1926 között 14 filmben játszott. 1926-ban ment ki Hollywoodba, ahol számos világhírű filmben kapott főszerepeket. Első három amerikai filmjét New Yorkban készítette, heti 1800 dollár volt a fizetése. Ezután egy vígjáték forgatására visszatért Németországba, majd a hollywoodi Columbia stúdió felkérte a The Scarlet Lady címszerepére. Ekkor végleg elköltözött Berlinből, azonban mivel lejárt a vízuma, nem engedték be az Egyesült Államokba és Kubában maradt az ügyintézés idejére. A Columbia által felajánlott hosszú távra szóló szerződést nem fogadta el, mivel nem akarta huzamosabb időre lekötni magát. Londonban forgatta utolsó filmjét Szabadság, szerelem címmel.
Amikor a hangosfilm megkezdte térhódítását, angol nyelvterületen lecsökkentek az esélyei és az általa játszott nőtípus is kiment a divatból. Visszautazott New Yorkba, ahol Walter Blumenthal bankárhoz, egy régi barátjához szeretett volna feleségül menni, de a férfi családja a házasságot nem engedélyezte. Utolsó próbálkozásként 1930-ban még fellépett színházban. Mellőzése miatt éhségsztrájkba kezdett. Egyik éjszaka csirkét evett, amikor egy csont megakadt a torkán. Azonnal megműtötték, de súlyos fertőzést, vérmérgezést, végül tüdőgyulladást kapott, és elhunyt.

## Ismertebb filmjei
- Hindu síremlék (1921, német)
- Cigányvér (1921, német)
- Ártatlan (1924, német)
- A császár nevében (1925, német)
- Varieté (1925, német)
- Féltékenység (1926, német)
- Manon Lescaut (1926, német)
- Rablólovag (1927, USA)
- Éjféli rózsa (1927, USA)